# AZ (labdarúgócsapat)
Az AZ Alkmaar egy holland labdarúgócsapat.

## Sikerek
- Holland bajnok: 1981, 2009
- Holland bajnoki ezüstérmes: 1980, 2006
- Holland másodosztályú bajnok: 1996, 1998
- Holland labdarúgókupa győztese: 1978, 1981, 1982, 2013
- Holland labdarúgókupa döntőse: 2007, 2017, 2018
- UEFA-kupa döntőse 1981
- UEFA-kupa elődöntőse 2005
- Trofeo Santiago Bernabéu döntőse: 1981

## Jelentős játékosok
- Kees Kist (1972–1981)
- Jan Peters (1977–1982)
- Hans de Koning (1978–1988)
- Eddy Treijtel (1979–1985)
- Hugo Hovenkamp
- Bert van Marwijk (1975–1979)
- Willem van Hanegem (1976–1979)
- Louis van Gaal (1986–1987)
- Phillip Cocu (1988–1990)
- Martin Haar (1983–1986)
- Sigi Lens
- Fred Patrick
- Shota Arveladze (2005–2007)
- Jimmy Floyd Hasselbaink (1990–1993)
- Michael Buskermolen (1990–2006)
- Barry Opdam (1996–)
- Barry van Galen (1997–2006)
- John Bosman (1999–2002)
- Jan Kromkamp (2000–2005)
- Henk Timmer (2000–2006)
- Ron Vlaar (2002–2006)
- Tim de Cler (2002–2007)
- Denny Landzaat (2003–2006)
- Kew Jaliens (2004–)
- Joris Mathijsen (2004–2006)

## Jelenlegi keret
Utolsó módosítás: 2025. január 20.
A vastaggal jelzett játékosok felnőtt válogatottsággal rendelkeznek.
A dőlttel jelzett játékosok kölcsönben szerepelnek a klubnál.
| Mezszám                | Név                     | Nemzetiség         | Születési hely      | Születési idő (kor)           | Korábbi csapat                                                                                     | Érték (€) | Szerződés lejárta |
| Kapusok                | Kapusok                 | Kapusok            | Kapusok             | Kapusok                       | Kapusok                                                                                            | Kapusok   | Kapusok           |
| ---------------------- | ----------------------- | ------------------ | ------------------- | ----------------------------- | -------------------------------------------------------------------------------------------------- | --------- | ----------------- |
| 1                      | Rome Jayden Owusu-Oduro | holland · Ghána    | Buiksloot           | 2004. július 2. (20 éves)     | Utánpótlásból került fel                                                                           | 3 000 000 | 2028.06.30.       |
| 12                     | Hobie Verhulst          | holland            | Amszterdam          | 1993. április 2. (31 éves)    | Go Ahead Eagles                                                                                    | 300 000   | 2025.06.30.       |
| 13                     | Sem Westerveld          | holland            | San Sebastián       | 2002. július 18. (22 éves)    | Utánpótlásból került fel                                                                           | 250 000   | 2026.06.30.       |
| 31                     | Daniël Virginio Deen    | holland · BRA      | Hollandia           | 2003. február 13. (22 éves)   | Utánpótlásból került fel                                                                           | 150 000   | 2025.06.30.       |
| 41                     | Jeroen Zoet             | holland            | Veendam             | 1991. január 6. (34 éves)     | Spezia Calcio 1906                                                                                 | 400 000   | 2027.06.30.       |
| Védők                  |                         |                    |                     |                               | |           |                   |
| 3                      | Wouter Goes             | holland            | Amszterdam          | 2004. június 10. (20 éves)    | Utánpótlásból került fel                                                                           | 5 000 000 | 2028.06.30.       |
| 4                      | Bruno Martins Indi      | holland · portugál | Barreiro            | 1992. február 8. (33 éves)    | Stoke City FC                                                                                      | 800 000   | 2025.06.30.       |
| 5                      | Alexandre Penetra       | POR                | Viseu               | 2003. november 7. (21 éves)   | FC Famalicão                                                                                       | 5 000 000 | 2028.06.30.       |
| 16                     | Majkuma Seja            | JPN                | Nagaszaki           | 1997. október 16. (27 éves)   | Cerezo Oszaka                                                                                      | 3 000 000 | 2028.06.30.       |
| 18                     | David Møller Wolfe      | norvég             | Bergen              | 2002. április 23. (22 éves)   | Åsane Fotball                                                                                      | 4 500 000 | 2028.06.30.       |
| 22                     | Maxim Dekker            | holland            | Rijsenhout          | 2004. április 21. (20 éves)   | Utánpótlásból került fel                                                                           | 1 000 000 | 2026.06.30.       |
| 30                     | Denso Kasius            | holland · Ghána    | Delft               | 2002. október 6. (22 éves)    | SK Rapid Wien                                                                                      | 3 000 000 | 2027.06.30.       |
| 34                     | Mees de Wit             | holland            | Amszterdam          | 1998. április 17. (26 éves)   | PEC Zwolle                                                                                         | 1 500 000 | 2027.06.30.       |
| Középpályások          |                         |                    |                     |                               | |           |                   |
| 6                      | Peer Koopmeiners        | holland            | Amszterdam          | 2000. május 4. (24 éves)      | Sablon:Zászlo Almere City FC                                                                       | 4 500 000 | 2028.06.30.       |
| 8                      | Jordy Clasie            | holland            | Haarlem             | 1991. június 27. (33 éves)    | Southampton FC                                                                                     | 2 000 000 | 2028.06.30.       |
| 10                     | Sven Mijnans            | holland            | Spijkenisse         | 2000. március 9. (25 éves)    | Sparta Rotterdam                                                                                   | 6 500 000 | 2028.06.30.       |
| 14                     | Kristijan Belić         | szerb · belga      | Sint-Truiden        | 1998. november 10. (26 éves)  | FK Partizan                                                                                        | 6 000 000 | 2026.06.30.       |
| 16                     | Sven Mijnans            | holland            | Spijkenisse         | 2000. március 9. (25 éves)    | Sparta Rotterdam                                                                                   | 3 500 000 | 2028.06.30.       |
| 24                     | Lewis Schouten          | holland            | Alkmaat             | 2004. február 4. (21 éves)    | Utánpótlásból került fel                                                                           | 600 000   | 2027.06.30.       |
| 26                     | Kees Smit               | holland            | Heiloo              | 2006. január 21. (19 éves)    | Utánpótlásból került fel                                                                           | 3 500 000 | 2025.06.30.       |
| 27                     | Zico Buurmeester        | holland            | Egmond aan den Hoef | 2002. június 7. (22 éves)     | PEC Zwolle                                                                                         | 1 200 000 | 2026.06.30.       |
| Támadók                |                         |                    |                     |                               | |           |                   |
| 7                      | Ruben van Boel          | holland            | Meerssen            | 1999. március 31. (25 éves)   | MVV Maastricht                                                                                     | 8 000 000 | 2027.06.30.       |
| 9                      | Troy Parrott            | ír                 | Dublin              | 2002. február 4. (23 éves)    | [[Fájl:Flag of Sablon:Zászló/Holand.svg\|22px\|keret\|class=noviewer\|holand]] Excelsior Rotterdam | 7 500 000 | 2029.06.30.       |
| 11                     | Ibrahim Sadiq           | Ghána              | Buduburam           | 2000. május 7. (24 éves)      | BK Häcken                                                                                          | 4 000 000 | 2028.06.30.       |
| 17                     | Jayden Addai            | holland · Ghána    | Alkmaar             | 2005. augusztus 26. (19 éves) | Utánpótlásból került fel                                                                           | 1 500 000 | 2028.06.30.       |
| 21                     | Ernest Poku             | holland · Ghána    | Amszterdam          | 2004. január 28. (21 éves)    | Utánpótlásból került fel                                                                           | 1 500 000 | 2026.06.30.       |
| 23                     | Mayckel Lahdo           | svéd · SYR         | Stockholm           | 2002. december 30. (22 éves)  | Hammarby TFF                                                                                       | 3 000 000 | 2027.06.30.       |
| 35                     | Mexx Meerdink           | holland            | Winterswijk         | 2003. július 24. (21 éves)    | SBV Vitesse                                                                                        | 2 500 000 | 2025.06.30.       |
| 37                     | Ro-Zangelo Daal         | holland            | Hollandia, ?        | 2004. február 10. (21 éves)   | Utánpótlásból került fel                                                                           | 600 000   | 2028.06.30.       |
| Kölcsönadott játékosok |                         |                    |                     |                               | |           |                   |
| Név                    | Poszt                   | Nemzetiség         | Születési hely      | Születési idő (kor)           | Kölcsönben itt                                                                                     | Érték (€) | Kölcsön lejárta   |
| Finn Stam              | kapus                   | holland            | Zaandam             | 2003. április 13. (21 éves)   | FC Groningen                                                                                       | 650 000   | 2025.06.30.       |
| Dave Kwakman           | középpályás             | holland            | Volendam            | 2004. augusztus 7. (20 éves)  | FC Groningen                                                                                       | 1 000 000 | 2025.06.30.       |
| Myron van Brederode    | támadó                  | holland            | Hoofddorp           | 2003. július 6. (21 éves)     | [[Fortuna Düsseldorf]                                                                              | 3 000 000 | 2025.06.30.       |
| Lequincio Zeefulk      | támadó                  | holland            | Amszterdam          | 2004. november 26. (20 éves)  | Oud-Heverlee Leuven                                                                                | 1 000 000 | 2025.06.30.       |